# 山鳥秘要抄
『山鳥秘要抄』（やまどりひようしょう）は、江戸時代後期の雅楽家安倍秀良が著した書物。
先祖からの伝承や、先代達の功績を明文化することを目的として書かれたこと、子孫が読むためのもので、安易に第三者に見せてはならないことが序文に記載されている。
目次は「仁」「智」「體」「義」「信」の5項目に大別される。記述内容は雅楽の口伝に始まり、三方楽人の人間関係や江戸在住の紅葉山楽人との力関係、演奏の記録、日記、安倍氏歴代の伝記などを詳らかに描く。
諸本として、安倍家本・彦根城博物館本・京都大学附属図書館菊亭文庫本・国会図書館本・静嘉堂文庫本・東北大学附属図書館平山文庫本・山井家本・東京藝術大学附属図書館本・岩瀬市西尾文庫本がある。